# Bistum Tabasco
Das Bistum Tabasco (lat.: Dioecesis Tabasquensis, span.: Diócesis de Tabasco) ist eine in Mexiko gelegene römisch-katholische Diözese mit Sitz in Villahermosa. 

## Geschichte
Das Bistum Tabasco wurde am 25. Mai 1880 durch Papst Pius IX. aus Gebietsabtretungen des Bistums Yucatán errichtet. 
Es ist dem Erzbistum Yucatán als Suffraganbistum unterstellt.

## Bischöfe von Tabasco
- Agustín de Jesús Torres y Hernandez CM, 1881–1885, dann Bischof von Tulancingo
- Perfecto Amézquita y Gutiérrez CM, 1886–1896, dann Bischof von Tlaxcala
- Francisco Maria Campos y Angeles, 1897–1907, dann Bischof von Chilapa
- Leonardo Castellanos y Castellanos, 1908–1912
- Antonio Hernández y Rodríguez, 1912–1922
- Pascual Díaz y Barreto SJ, 1922–1929, dann Erzbischof von Mexiko-Stadt
- Vicente Camacho y Moya, 1930–1943
- José de Jesús Angulo del Valle y Navarro, 1945–1966
- Antonio Hernández Gallegos, 1967–1973
- Rafael Garcia González, 1974–1992, dann Bischof von León
- Florencio Olvera Ochoa, 1992–2002, dann Bischof von Cuernavaca
- Benjamín Castillo Plascencia, 2003–2010, dann Bischof von Celaya
- Gerardo de Jesús Rojas López, seit 2010